# Ruggero Tracchia
Ruggero Tracchia (Roma, 11 giugno 1884 – Roma, 29 novembre 1955) è stato un generale italiano, particolarmente distintosi in ambito coloniale, e poi nella prima e nella seconda guerra mondiale. Decorato con la Croce di Cavaliere dell'Ordine militare di Savoia, con cinque medaglie d'argento e due di bronzo al valor militare, e con due croci di guerra al valor militare.

## Biografia
Nacque a Roma l'11 giugno 1884, figlio di Vincenzo e Teresa Vecchiotti.
Intrapresa la carriera militare fu inizialmente destinato in Eritrea nel 1909. Partecipò alle operazioni di consolidamento della conquista italiana della Libia, venendo insignito di una medaglia di bronzo al valor militare per essersi distinto nella battaglia di Zanzur, l'8 giugno 1912, e di una medaglia d'argento al valor militare. Nel 1916 prese parte alle operazioni di polizia coloniale in Libia contro i ribelli, operandovi sino al 1917 quando rientrò in Patria per combattere sul fronte italiano. Arrivato in Italia fu assegnato al 140º Reggimento fanteria "Bari", e venne decorato con una seconda medaglia di bronzo al valor militare per essersi distinto sul Monte Asolone nel gennaio 1918, e con una seconda medaglia d'argento al valor militare nel corso della battaglia del solstizio (18-24 giugno 1918).
Nel 1930 fu comandante del 30º Reggimento fanteria "Pisa". Nell'ottobre 1935 al comando della II Brigata indigeni dell'Eritrea prese parte alla guerra d'Etiopia. Per il valore dimostrato nel corso della campagna ottenne la promozione a generale di brigata il 5 maggio 1936. e venne insignito di due medaglie d'argento al valor militare.

### Le operazioni di polizia coloniale nello Scioa
Dopo l'occupazione di Addis Abeba, destinato alla guida del commissariato di Debre Berhan, fu impegnato nelle operazioni di polizia coloniale nello Scioa contro i ras abissini che non avevano deposto le armi. Dal Selalè due fratelli Cassa, figli di ras Cassa Darghiè, avevano continuato a fornire rifornimenti a tutti i ras che non avevano deposto le armi, tra questi anche il balambaras Abebe Aregai.
I deggiac Averrà e Asfauossen Cassia il 22 dicembre del 1936 si erano arresi agli italiani, nella zona di Ficcé, dopo aver avuto assicurazione, firmata dai generali Graziani e lo stesso Tracchia, di aver salva la vita. 
I fratelli si presentarono fiduciosi verso le ore 18 del giorno suddetto; il generale Tracchia che ne aveva accettata in nome dell'Italia la sottomissione e garantita la vita, lì ricevette, lì fece entrare nella sua tenda, li fece sedere, offrì loro un caffè, allontanò ras Halilú e pochi minuti dopo alle 18,35 li fece fucilare.
Proprio per questo motivo l'Impero fu sull'orlo della ribellione; da sempre gli abissini hanno assegnato un'importanza fondamentale alla parola data, non fu così per il generale in questione. 
La resistenza etiopica, sviluppatasi nei pressi della camionabile che collegava Addis Abeba con il Goggiam pose in una situazione critica i rifornimenti con la capitale. L'intensificarsi delle azioni degli uomini di Aregai pose il comando italiano nella situazione di dover predisporre entro dicembre l'operazione F con l'obiettivo di occupare Ficcè per ripristinare i collegamenti ma a dicembre ancora nulla era stato fatto, pertanto il mattino del 9 dicembre, dopo aver richiesto l'appoggio del colonnello Tosti, avviò autonomamente le operazioni con le sole forze di cui disponeva. Alla sera occupò Mendida che trovò deserta ma procedette egualmente ad incendiare le abitazioni e i raccolti dei familiari di Aregai e dei suoi sostenitori. Subito dopo occupò Dannebò dove fu raggiunto dalla colonna di Tosti. Durante il consolidamento delle posizioni iniziarono numerosi atti di sottomissioni delle popolazioni locali e la consegna delle armi che dai suoi resoconti erano "per lo più in ottimo stato". Il 13 dicembre dei reparti italiani occuparono anche Abdellà e Dirmà dove avvennero degli scontri con gli arbegnuoch di cui 88 caddero durante gli scontri e 23 furono giustiziati. I due villaggi furono rasi al suolo. Fino al 15 dicembre complessivamente erano caduti in battaglia 126 arbegnuoc mentre 72 erano stati fucilati. Furono inoltre catturate una mitragliatrice pesante, 9 leggere e 1557 fucili mentre le perdite italiane furono di 10 àscari.
Il 16 dicembre i reparti italiani ripartirono in direzione di Ficcè cercando di raggiungere il più rapidamente possibile l'insediamento in modo da impedire la fuga del nemico. Nei primi due giorni la colonna Tracchia ottenne la sottomissione della chiesa di Debre Libanos ma quasi tutti i villaggi raggiunti erano stati già incendiati da Abebe Aregai. I pochi che si erano salvati, quando sospettati di nascondere armi, furono distrutti dagli italiani e gli uomini fucilati. A partire dal 18 dicembre la situazione mutò e furono numerosi i villaggi che accolsero festosamente gli italiani. Il 19 Tracchia raggiunse Sciungurt dove catturò il ghebì di Averrà Cassa e il giorno seguente raggiunse Salalè, il centro politico del feudo dei Cassa. La colonna guidata da ras Hailu Tekle Haymanot fu invece posta da Tracchia a chiusura delle possibili vie di fuga. Il giorno seguente entrambi i fratelli Cassa Averrà e Asfauossen furono presi prigionieri e fucilati sulla piazza principale di Ficcè.
(Ricostruzione della cattura dei fratelli Cassa scritta da Ruggero Tracchia)
Il colonnello Arduino Garelli fu da lui nominato residente di Ficcè, e con i propri reparti si costituì presidio da lasciare fisso a difesa di Ficcè e un altro nucleo mobile per proseguire la sottomissione della regione. Nel frattempo si sottomise agli italiani tutto il clero di Ficcè e di Debre Libanos, e si dispose la riapertura della scuola amarica, l'apertura di un ambulatorio civile più numerosi sussidi distribuiti al clero e ai civili.
Complessivamente furono sequestrati 6073 fucili, 1 cannone, 61 mitragliatrici e un carro armato. Duecentoventuno furono i caduti etiopici in battaglia e 162 i fucilati, mentre gli italiani ebbero 101 caduti.
Il 4 gennaio 1937, lasciato un presidio a Ficcè, alla guida dei suoi i reparti si mosse in direzione del Nilo Azzurro allo scopo di sottomettere l'intera regione in cui operavano ancora diversi ras ostili alcuni dei quali, come il balambaras Ilmà Uoldeiesus e il fitaurari Ailé Selassiè Zerrofù furono catturati e fucilati. Dopo quest'ultima puntata militare Tracchia rientrò a Debra Berhane convinto di aver pacificato l'intera regione ma la pace durò solo per un breve periodo.
L'8 marzo fu sostituito dal console della MVSN Ferruccio Gatti al comando del presidio di Debre Berhan per assumere quello del presidio di Gur Sellassiè.
A seguito dell'attentato del 19 febbraio 1937 avvenuto ad Addis Abeba contro il viceré d'Etiopia Rodolfo Graziani egli ricevette l'ordine di muovere contro il monastero di Debre Libanos ma per tutta una serie di motivi l'azione fu poi condotta nel maggio dal generale Pietro Maletti che nel frattempo lo aveva sostituito. Posto a disposizione del Ministero delle Colonie, divenne poi vicecomandante della 102ª Divisione fanteria "Trento". Tra il 1 agosto e il 1 settembre 1938 fu messo a disposizione del Corpo d'armata di Bolzano, dal 1 settembre al 25 febbraio 1939 del Corpo d'armata di Roma, e dal 5 febbraio al 5 aprile di quello di Torino.

### La seconda guerra mondiale
Il 5 aprile 1939 fu nominato comandante della 59ª Divisione fanteria "Cagliari" di stanza a Vercelli che mantenne fino al 28 maggio 1940 per assumere quindi il comando della 62ª Divisione fanteria "Marmarica" in Africa Settentrionale Italiana. Il 17 agosto 1939 era stato promosso generale di divisione.
Nel 1940 prese parte alla campagna del Nordafrica cadendo però prigioniero degli Alleati il 5 gennaio 1941 durante la battaglia di Bardia. Trattenuto in prigionia fu poi liberato nel 1944.
Nel 1950 fu accusato dal governo etiopico di crimini di guerra insieme ad altri gerarchi e militari come Pietro Badoglio. Alessandro Lessona, Alessandro Pirzio Biroli, Guglielmo Nasi, Carlo Geloso, Sebastiano Gallina, Guido Cortese, ed Enrico Cerulli. Si spense a Roma il 29 novembre 1955.

## Pubblicazioni
- Coloniali ed ascari, Ceschina, Milano, 1940.[24]

### Fonti
1. 1 2 3 4 5 6 7 8  Generals.
2. 1 2  Saini Fasanotti 2010, p. 116.
3. 1 2 3 4 5  Saini Fasanotti 2010, p. 173.
4. 1 2  Saini Fasanotti 2010, p. 174.
5. ↑  Saini Fasanotti 2010, p. 175.
6. ↑  Saini Fasanotti 2010, p. 176.
7. ↑  Saini Fasanotti 2010, pp. 176-177.
8. ↑  Saini Fasanotti 2010, p. 171.
9. 1 2  Saini Fasanotti 2010, p. 178.
10. 1 2 3 4  Saini Fasanotti 2010, p. 179.
11. ↑  Saini Fasanotti 2010, p. 181.
12. ↑  Saini Fasanotti 2010, p. 182.
13. ↑  Saini Fasanotti 2010, p. 209.
14. ↑  Saini Fasanotti 2010, p. 217.
15. ↑   Cronologia della provincia di Vercelli 1938-1942, su storia900bivc.it. URL consultato il 7 giugno 2015 (archiviato dall'url originale il 15 ottobre 2021).
16. ↑  Saini Fasanotti 2010, p. 117.
17. ↑  Pankhurst 2003, p. 226.
18. ↑  http://www.quirinale.it/elementi/DettaglioOnorificenze.aspx?decorato=1146
19. ↑  Registrato alla Corte dei conti il 30 settembre 1970, registro 26 Difesa, foglio 1946.
20. ↑  Gazzetta Ufficiale del Regno d'Italia n.48 del 27 novembre 1933, pag.836.
21. ↑   Bollettino ufficiale delle nomine, promozioni e destinazioni negli ufficiali, 1925,  p. 1434. URL consultato l'11 ottobre 2020.
22. ↑  Gazzetta Ufficiale del Regno d'Italia n.103 del 1 maggio 1934, pag.2187.
23. ↑  Registrato alla Corte dei conti lì 20 agosto 1936, registro 28, foglio 219.
24. ↑  Saini Fasanotti 2010, p. 118.